# Computer Bild
Computer Bild este o revistă germană de calculatoare publicată de trustul de presă Axel Springer AG.
Este cea mai vândută revistă de profil în Germania încă de la lansare.
Revista mai este publicată și în Spania, Polonia, Cehia, Lituania, Italia, Macedonia.
A fost lansată și în România, în octombrie 2005.